# ۱۳ ذی‌الحجه
۱۳ ذیحجه، سیزدهمین روز از ماه ذیحجه در تقویم هجری قمری است.
در تقویم هجری قمری قراردادی این روز سیصد و سی و هشتمین روز سال است.

## وقایع
- ۱۳ بعثت - انعقاد دومین پیمان اهل یثرب معروف به به عَقَبهٔ دوم با پیامبر در مکه
- ۴۵۵ - آغاز سلطنت «آلب ارسلان سلجوقی» پس از طغرل سلجوقی

## درگذشتگان
- ۱۳۶ - سفاح، نخستین خلیفه عباسی
- ۱۳۳۸ - آیت اللَّه «میرزا محمدتقی شیرازی» مجتهد مبارز
- ۱۳۳۹ - آیت اللَّه شیخ عبدالکریم گزی
- ۱۳۸۹ - آیت اللَّه «آقا بزرگ تهرانی» رجالی نامدار و محدّث شهیر شیعه